# أورورا أرياس
أورورا أرياس هي كاتِبة دومينيكانية، ولدت في 22 أبريل 1962 في سانتو دومينغو في جمهورية الدومينيكان.